# Estación Cerro Negro
Cerro Negro era una  estación de ferrocarril ubicada en la localidad de Cerro Negro del Departamento Tinogasta, en la provincia de Catamarca, Argentina.

## Servicios
No presta servicios de pasajeros ni de cargas. Sus vías corresponden al Ramal A5 del Ferrocarril General Belgrano. Sus vías e instalaciones están bajo tutela de la Administración de Infraestructuras Ferroviarias.